# Kalmiuske
Kalmiuske (tiếng Ukraina: Кальміуське, tiếng Nga: Кальмиуское) là một thành phố Ukraina. Thành phố thuộc tỉnh Donetsk. Dân số theo điều tra năm 2004 là 12.672 người. Thành phố có mật độ dân số 1065 người/km2.
Kalmiuske cách Donetsk khoảng 1 tiếng rưỡi đi xe buýt địa phương.